# يونيكيتي!
يونيكيتي! أو يونيكيتي (بالإنجليزية: !Unikitty)‏ هو مسلسل رسوم متحركة أنتج من قبل ليغو غروب ووارنر براذرز أنيميشن من أجل كرتون نتورك من بطولة شخصية ظهرت بنفس الاسم في فيلم ليغو.

## الملخص
كالحاكمة لمملكة يوني، تقوم الأميرة يونيكيتي بعدة مغامرات في أرضها مع أخيها الأمير بابيكورن، العالمة دكتورة فوكس، الحارس الشخصي هاوكودايل والمستشار ريتشارد. كما يقومون بالتعامل مع تهديدات السيد فراون من مدينة فراون القريبة.ويقومون كذلك بمغامرات يومية عجيبة.

## الشخصيات
يونيكيتي:هي قطة وردية وبيضاء وزرقاء اللون ولكن اللون العام بها هو الوردي، هي لطيفة جدا وأحيانا ساذجة وغبية تحب كل أصدقائها وكذلك تحب أن تساعد السيد فراون وبروك وتدعوهما إلى كل حفلاتها بالرغم من أن فراون لا يحب ذلك، وهي أخت بابيكورن وأن غضبت فتستطيع أن تدمر كل شيء.
بابيكورن:هو كلب أزرق ذات قرن مثل أخته يونيكيتي لكن قرنه مكسور من اليمين، هو غبي وأخرق أحيانا لكنه لطيف يحب ألعاب الفيديو واللعب والاستمتاع كثيرا ولا يطيق الملل ويرى أن ريتشارد ممل للغاية إلى أنه يعتبره صديقه.
دكتورة فوكس:هي ثعلبة حمراء وهي إيضا أذكى شخص في مملكة يوني وتفعل كل شيء تقوله لها يونيكيتي أذا كان علميا، وتفعل الدكتورة فوكس أي شيء من أجل أختباراتها والعلوم حيث قامت في إحدى الحلقات بنشر فيروس في مملكة يوني من أجل أختبار قوته ومفعوله.
هوكودايل:هو صقر ضخم ويمتلك عضلات ضخمة إيضا وهو حارس يونيكيتي الشخصي ويحمي أصدقائه من كل خطر وهو يحب الدكتورة فوكس وهو أخضر اللون.
ريتشارد:هو حجر رمادي اللون وهو المسؤول عن القصر ونظافته ويحب الأعمال المنزلية والروتينية يعتقد أصدقائه أنه ممل للغاية.
الشخصيات الثانوية
مستر فراون:هو عدو أصدقاء يونيكيتي جميعا ما عدى يونيكيتي التي تعتقد أنه يجب مساعدته، وهو صديق بروك العزيز يقوم دائما بمحاولة نشر الحزن في كل مكان وأيضا بأفساد حفلات يونيكيتي وأصدقائها.
بروك:هو قبر رمادي وهو صديق يونيكيتي وأصدقائها وصديق مستر فراون العزيز دائما ما يحاول أن يجعل مستر فراون يستمتع مع يونيكيتي وأصدقائها لكنه لا يستمع اليه، وهو يجيد الطبخ.

## الأصوات العربية
ألين سعادة - يونيكيتي
جمانة الزنجي - دكتورة فوكس
جيهان الملا - دكتورة فوكس (في عدد من الحلقات)
جورج طويل - هوكودايل
سيلينا شويري - بابيكورن
حسان حمدان - ريتشارد

## وصلات خارجية
- يونيكيتي! على موقع IMDb (الإنجليزية)
- يونيكيتي! على موقع روتن توميتوز (الإنجليزية)
- يونيكيتي! على موقع كينوبويسك (الروسية)
- يونيكيتي! على موقع قاعدة بيانات الفيلم (الإنجليزية)